# Bahnhof Kōfu
Der Bahnhof Kōfu (jap. 甲府駅 Kōfu-eki) ist ein Bahnhof auf der japanischen Insel Honshū, der gemeinsam von den Bahngesellschaften JR East und JR Central betrieben wird. Er befindet sich in der Präfektur Yamanashi auf dem Gebiet der Stadt Kōfu.

## Verbindungen
Kōfu ist ein Trennungsbahnhof an der Chūō-Hauptlinie, einer der wichtigsten Bahnstrecken Japans, die von Tokio durch das Bergland der Japanischen Alpen nach Nagoya führt. Hier zweigt die Minobu-Linie nach Fuji in der Präfektur Shizuoka ab. Im Fernverkehr bietet JR East auf der Chūō-Hauptlinie den Schnellzug Azusa an, der im Stundentakt von Shinjuku über Kōfu, Okaya und Shiojiri nach Matsumoto fährt. Im Nahverkehr fahren Regionalzüge in der Regel im angenäherten Stundentakt von Kōfu über Okaya und Shiojiri nach Matsumoto, wobei dieser während der Hauptverkehrszeit ungefähr zu einem Halbstundentakt verdichtet wird; in einzelnen Fällen fahren die Züge bis nach Nagano. In der Gegenrichtung gibt es einen Halbstundentakt von Kōfu über Ōtsuki nach Takao, wobei mehrere Zugläufe bis nach Shinjuku oder von Matsumoto nach Ōtsuki geführt werden. Auf der Minobu-Linie von JR Central verkehrt der Schnellzug Fujikawa siebenmal täglich über Minobu nach Fuji und von dort weiter auf der Tōkaidō-Hauptlinie bis nach Shizuoka. Regionalzüge fahren ungefähr alle 30 oder 60 Minuten, entweder nach Kajikazawaguchi, Minobu oder Fuji.
Kōfu ist ein bedeutender Knotenpunkt des lokalen und regionalen Busverkehrs. Der südliche Bahnhofsvorplatz ist der Standort eines großen Busterminals mit mehreren Haltestellen, die von mehr als 50 Linien der Gesellschaften Yamanashi Kōtsū und Fujikyū Bus bedient werden. Hinzu kommen Fernbusse verschiedener Anbieter, darunter Keiō Bus, Kintetsu Bus, JR Tōkai Bus, Keihin Kyūko Bus und Chiba Kōtsū. Weitere Bushaltestellen befinden sich auf dem nördlichen Bahnhofsvorplatz und auf der Straßenbrücke über den östlichen Teil des Bahnhofgeländes.

## Anlage
Der Bahnhof steht am Nordrand des zentralen Stadtteils Marunouchi, der von zahlreichen Geschäften, Hotels, Banken und öffentlichen Einrichtungen geprägt ist. In der Nähe befinden sich unter anderem die Ruine der Burg Kōfu (inmitten des Maizuru-Burgparks), das Rathaus, die Präfekturverwaltung und ein Kaufhaus von Yodobashi Kamera. In der Mitte des südlichen Bahnhofsvorplatzes erhebt sich eine Bronzestatue, die Takeda Shingen darstellt. Vom nördlichen Bahnhofsvorplatz aus erreichbar sind ein NHK-Regionalstudio, der Takeda-Schrein, die Universität Yamanashi und das Wissenschaftsmuseum Yamanashi.
Die ebenerdige Anlage ist von Osten nach Westen ausgerichtet und umfasst sieben Gleise, von denen fünf dem Personenverkehr dienen. Diese liegen an einem Mittelbahnsteig, am Hausbahnsteig und an einem Zungenbahnsteig, der östlich an den Hausbahnsteig angeschlossen ist; alle drei sind weitestgehend überdacht. Über dem Haus- und dem Mittelbahnsteig erhebt sich ein Reiterbahnhof, der über Treppen, Rolltreppen und Aufzüge erreichbar ist. Vom Reiterbahnhof aus gelangt man in südlicher Richtung zum eigentlichen Empfangsgebäude am Bahnhofsvorplatz. Es trägt den Namen Celeo Kōfu und zählt fünf Stockwerke; dessen Erdgeschoss dient als Verteilerebene, während die übrigen Stockwerke ein Warenhaus beherbergen. Von der öffentlich zugänglichen Dachterrasse aus ist unter anderem der Fuji zu sehen. Vom Reiterbahnhof aus führt eine Brücke zum gegenüberliegenden Eingangsbereich an der Nordseite, der sich in einem auf Stelzen ruhenden Bauwerk befindet. Weitere gedeckte Fußgängerpassagen überqueren die angrenzenden Straßen.
Im Fiskaljahr 2019 nutzten durchschnittlich 14.246 Fahrgäste täglich den Bahnhof.

## Bilder

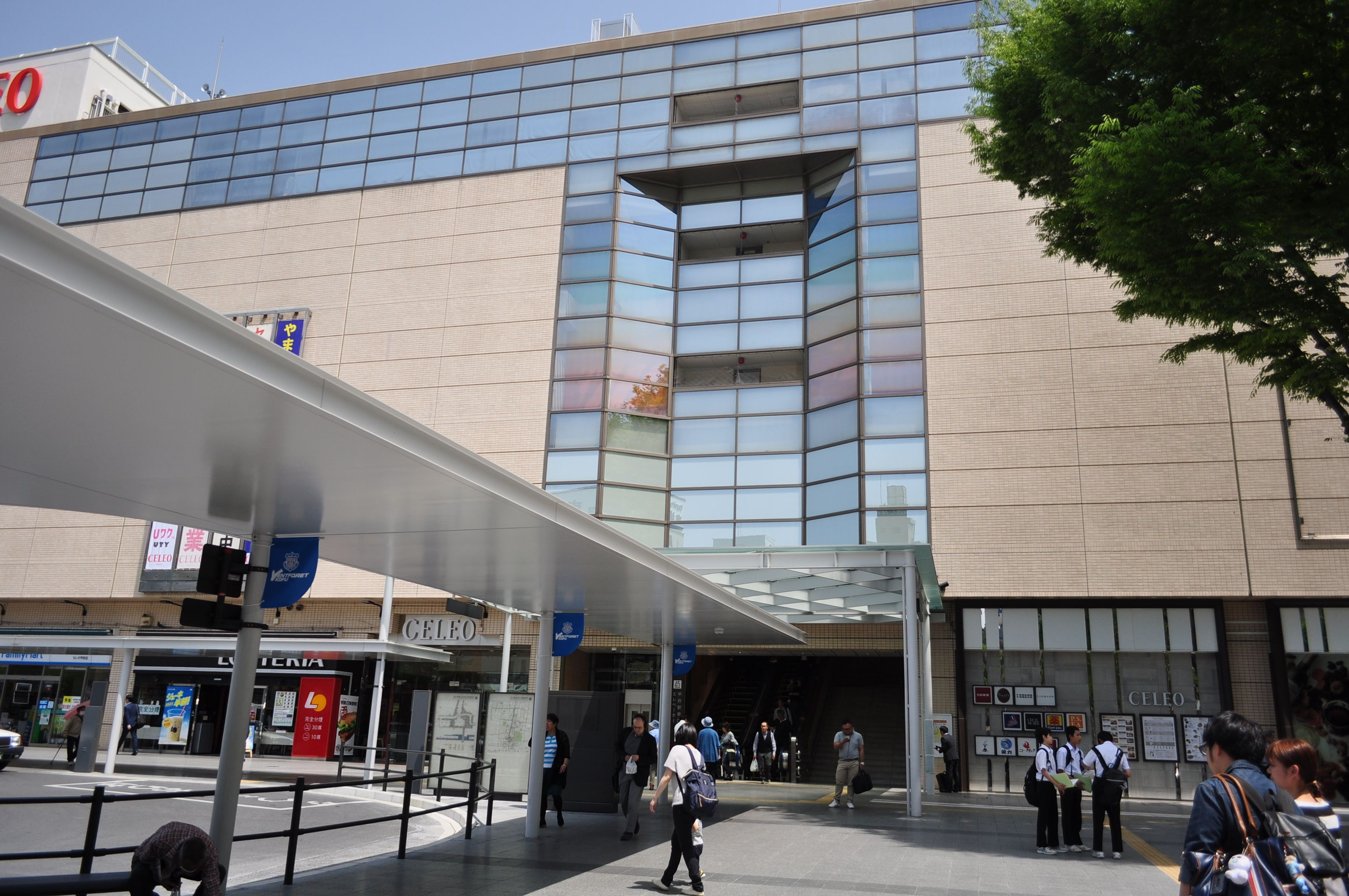
Südeingang
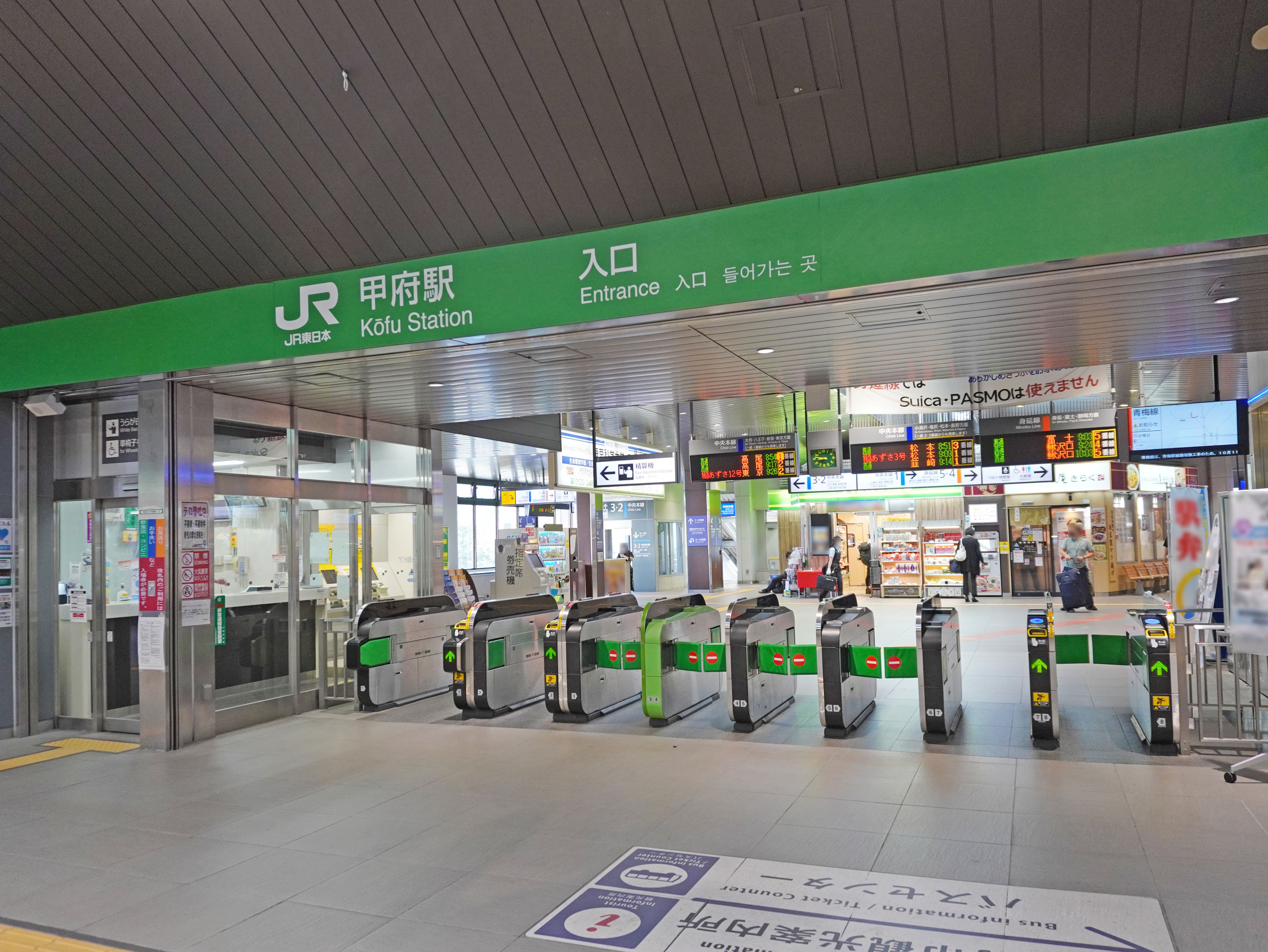
Bahnsteigsperren
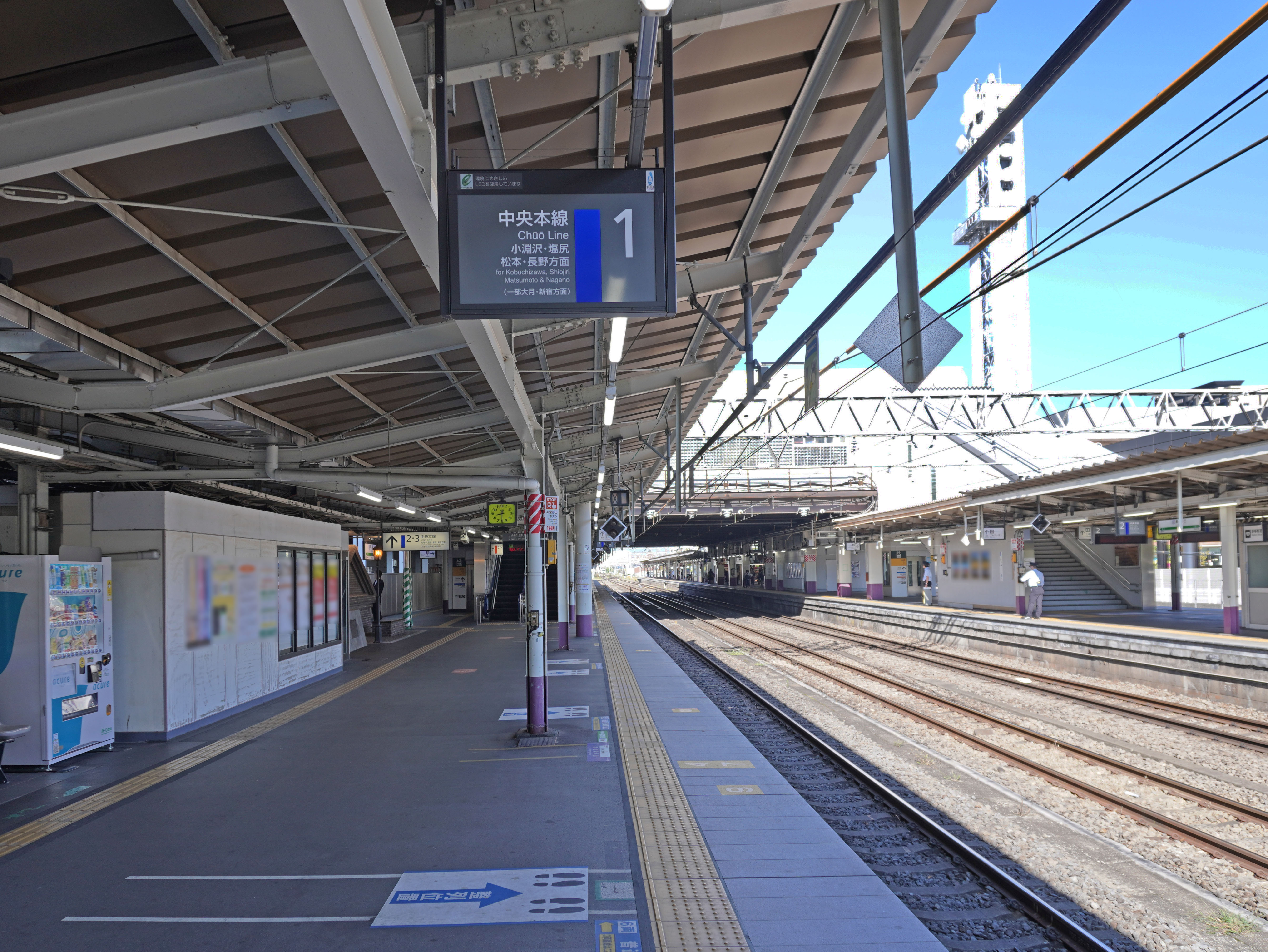
Gleis 1
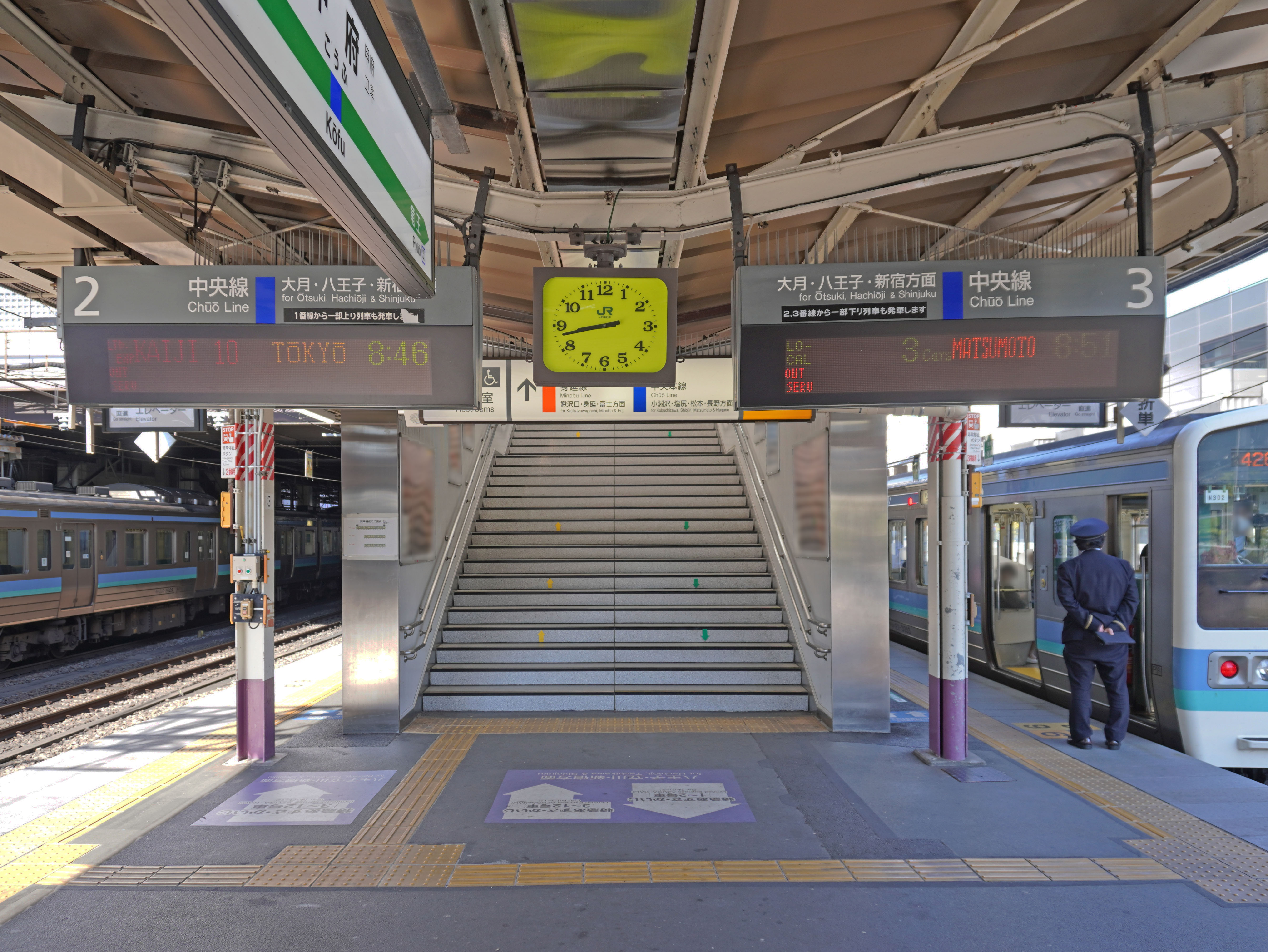
Gleis 2/3
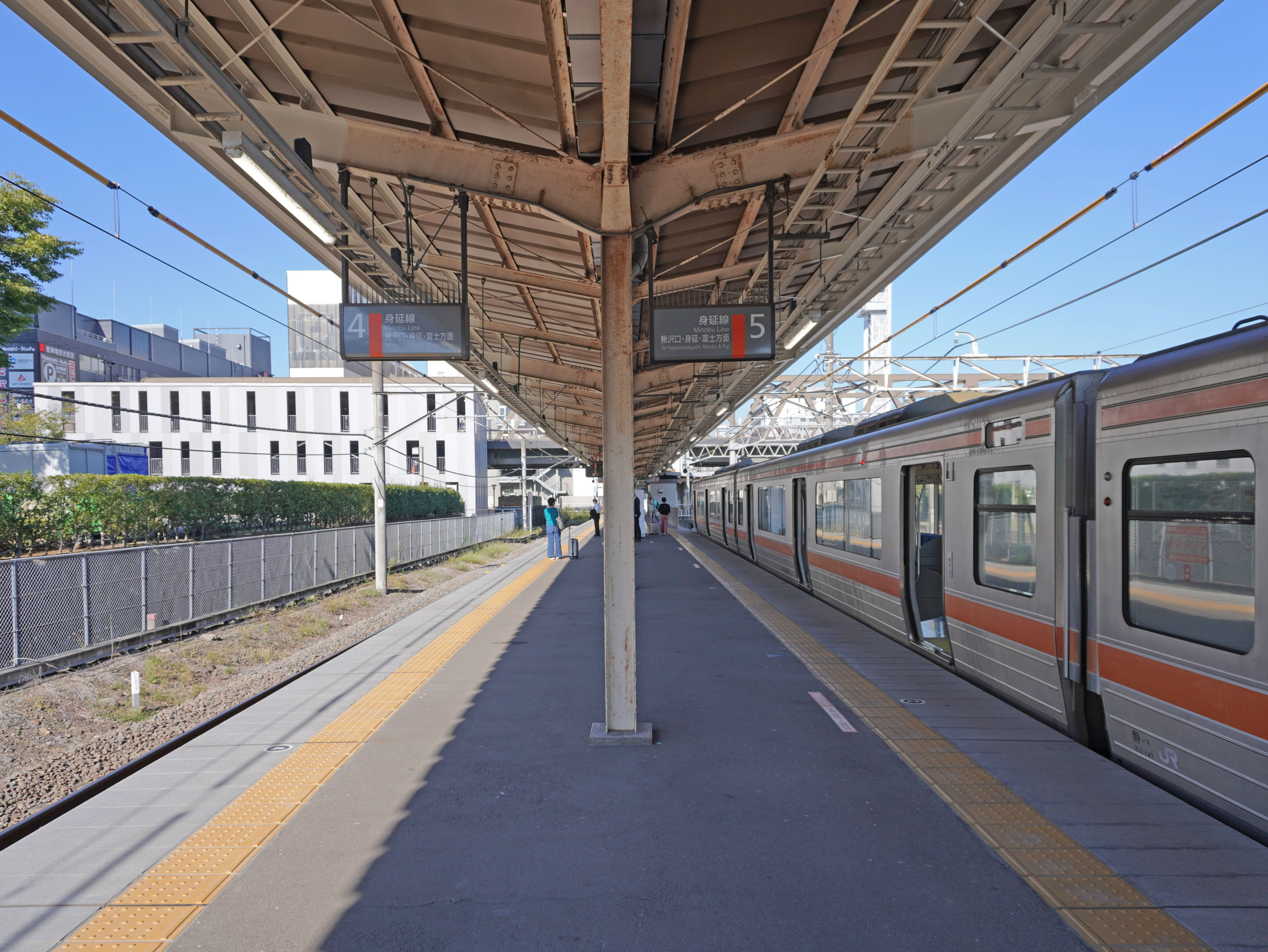
Gleis 4/5

## Gleise
| 1   | ▉ Chūō-Hauptlinie | Kobuchizawa • Okaya • Shiojiri • Matsumoto |
| 2/3 | ▉ Chūō-Hauptlinie | Ōtsuki • Takao • Shinjuku • Tokio          |
| 4/5 | ▉ Minobu-Linie    | Minobu • Fujinomiya • Fuji                 |

## Linien
| Verlauf der Chūō-Hauptlinie |
| --- |
| Takao • Sagamiko • Fujino • Uenohara • Shiotsu • Yanagawa • Torisawa • Saruhashi • Ōtsuki • Hatsukari • Sasago • Kai-Yamato • Katsunuma-budōkyō • Enzan • Higashi-Yamanashi • Yamanashishi • Kasugaichō • Isawa-Onsen • Sakaori • Kōfu • Ryūō • Shiozaki • Nirasaki • Shimpu • Anayama • Hinoharu • Nagasaka • Kobuchizawa • Shinano-Sakai • Fujimi • Suzurannosato • Aoyagi • Chino • Kami-Suwa • Shimo-Suwa • Okaya • Midoriko • Shiojiri • Seba • Hideshio • Niekawa • Kiso-Hirasawa • Narai • Yabuhara • Miyanokoshi • Harano • Kiso-Fukushima • Agematsu • Kuramoto • Suhara • Ōkuwa • Nojiri • Jūnikane • Nagiso • Tadachi • Sakashita • Ochiaigawa • Nakatsugawa • Mino-Sakamoto • Ena • Takenami • Kamado • Mizunami • Tokishi • Tajimi • Kokokei • Jōkōji • Kōzōji • Jinryō • Kasugai • Kachigawa • Shin-Moriyama • Ōzone • Chikusa • Tsurumai • Kanayama • Nagoya Tatsuno-Zweigstrecke: Okaya • Kawagishi • Tatsuno • Shinano-Kawashima • Ono • Shiojiri |

| Verlauf der Minobu-Linie |
| --- |
| Fuji • Yunoki • Tatebori • Iriyamase • Fujine • Gendōji • Fujinomiya • Nishi-Fujinomiya • Numakubo • Shibakawa • Inako • Tōshima • Ide • Yorihata • Utsubuna • Kai-Ōshima • Minobu • Shionosawa • Hadakajima • Shimobe-onsen • Kai-Tokiwa • Ichinose • Kunado • Kai-Iwama • Ochii • Kajikazawaguchi • Ichikawa-Daimon • Ichikawa-Hommachi • Ashigawa • Kai-Ueno • Higashi-Hanawa • Koikawa • Jōei • Kokubo • Kai-Sumiyoshi • Minami-Kōfu • Zenkōji • Kanentei • Kōfu |

## Geschichte

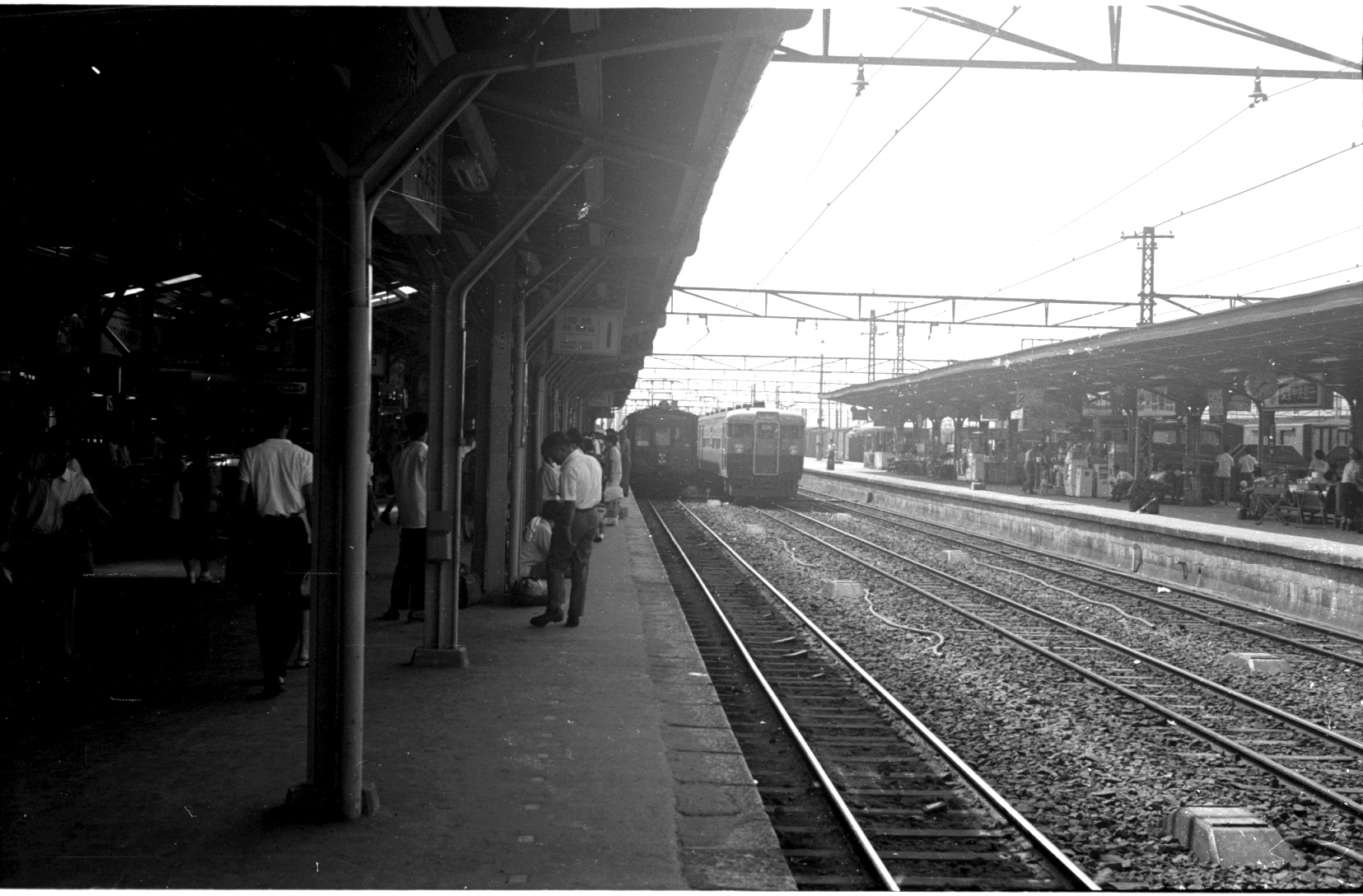
Gleis 1 (1966)

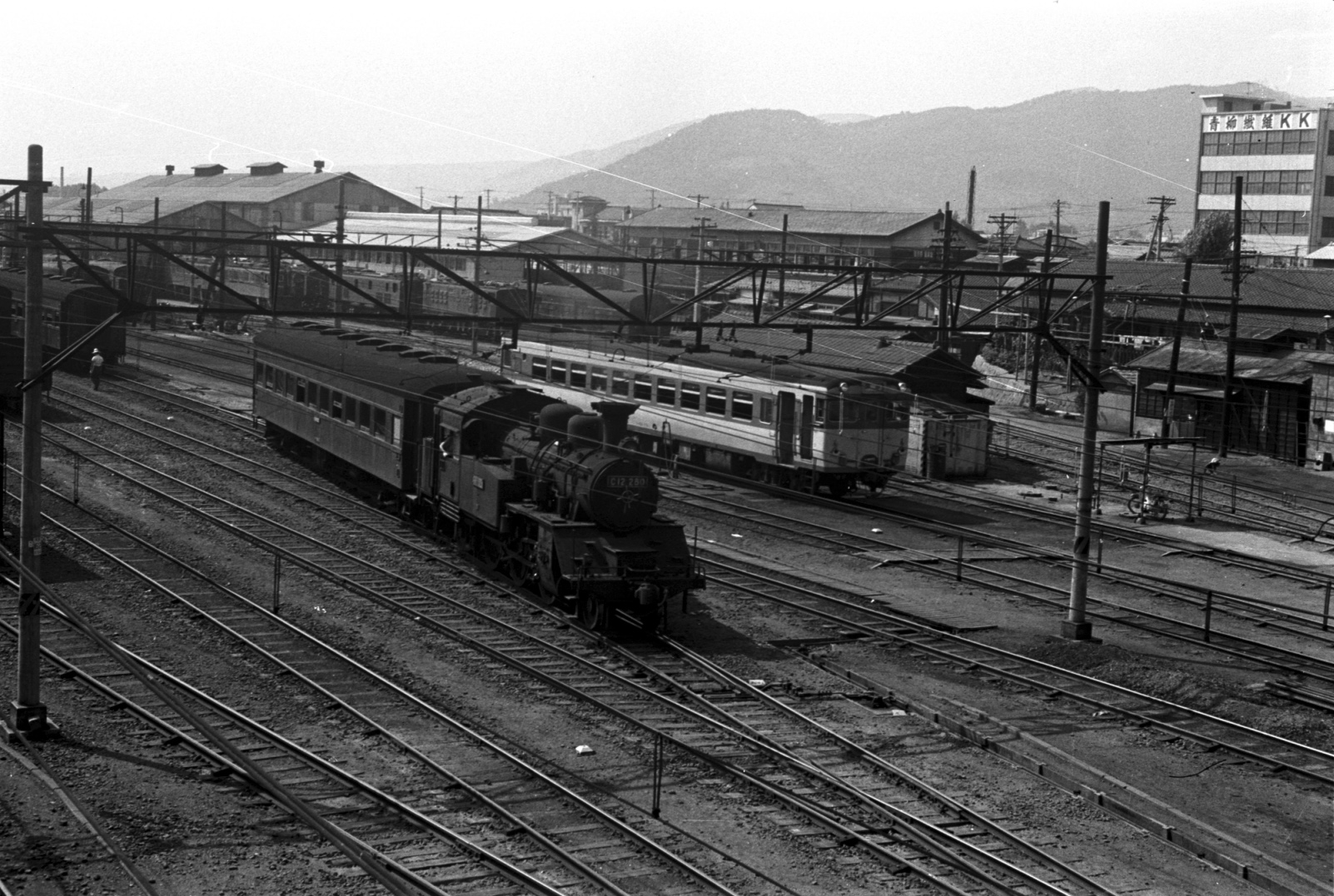
Lokomotivdepot (1966)

Die staatliche Eisenbahnverwaltung (das spätere Eisenbahnministerium) eröffnete den Bahnhof am 11. Juni 1903, zusammen mit dem von Kai-Yamato bis hierhin führenden Abschnitt der Chūō-Hauptlinie. Ein halbes Jahr lang war Kōfu die Endstation, bis zur Inbetriebnahme des daran anschließenden Teilstücks nach Nirasaki am 15. Dezember 1903. Der Bahnhof entstand auf dem Gelände der ehemaligen nördlichen Burgstadt und der äußeren Befestigungsanlagen der Burg Kōfu, die 1877 auf Anordnung der Zentralregierung abgerissen worden waren und um die Jahrhundertwende planmäßig bebaut wurden. An der Nordseite der Anlage befand sich ein Lokomotivdepot mit mehreren Abstellgleisen, an der Südwestseite ein Güterbahnsteig mit zwei Gleisen und einem Rangiergleis. Von 1904 bis 1927 war der Bahnhof auch an die Straßenbahn Kōfu angebunden. Am 19. März 1924 verursachte ein Ofen im Wartesaal einen Brand, der das hölzerne Empfangsgebäude zerstörte. Daraufhin errichtete das Eisenbahnministerium einen Ersatzbau, der am 4. April 1925 fertiggestellt war.
Am 30. März 1928 erreichte die Minobu-Linie von Ichikawa-Daimon her den Bahnhof, am 27. Dezember 1932 die Yamanashi-Kōtsū-Bahnlinie vom Stadtzentrum her. Nachdem der Bahnhof bisher nur vom südlich gelegenen Bahnhofsvorplatz aus zugänglich gewesen war, kam am 23. November 1950 ein zusätzlicher Eingangsbereich an der Nordseite hinzu. Letzter Betriebstag der Yamanashi-Kōtsu-Bahnlinie war der 30. Juni 1962. 1972 nahm die Japanische Staatsbahn ein neues Reisezentrum in Betrieb. Aus Rationalisierungsgründen stellte sie am 1. Februar 1984 den Güterumschlag ein. Im darauffolgenden Jahr endete auch die Nutzung des Lokomotivdepots, das später abgerissen wurde. Die Staatsbahn baute im Hinblick auf das 1986 in Kōfu stattfindende Nationale Sportfestival den Bahnhof grundlegend um. Anstelle des bisherigen Empfangsgebäudes entstand das fünfgeschossige Bauwerk Ecran mit integriertem Warenhaus und markant verbreiterter Fußgängerbrücke, das ab 6. Oktober 1985 zur Verfügung stand.
Im Rahmen der Staatsbahnprivatisierung ging der Bahnhof am 1. April 1987 in den Besitz der neuen Gesellschaft JR East über, JR Central wiederum übernahm die Minobu-Linie. Die Bahnsteig dieser Strecke lag bis anhin etwas weiter östlich und wurde am 2. Dezember 1989 an seinen heutigen Standort verlegt. Als Teil eines umfangreichen Stadtentwicklungsprojekts ließ die Stadtverwaltung ab Juli 2008 den Bereich an der Nordseite, der seit der Schließung des Depots brachlag, vollständig umgestalten. Die Arbeiten umfassten den Bau eines neuen Eingangspavillons, die Verlängerung der Fußgängerbrücke über umliegende Straßen hinweg und das Anlegen eines Parks. Der neue Nordeingang öffnete seine Tore am 4. August 2010. Nach mehrmonatigen Umbauarbeiten wurde das Warenhaus im Empfangsgebäude am 17. April 2015 unter dem neuen Namen Celeo Kōfu wiedereröffnet.